# Wanstead (Metropolitano de Londres)
Wanstead é uma estação do Metropolitano de Londres em Wanstead, no borough londrino de Redbridge, Leste de Londres no circuito de Hainault da linha Central. Em direção ao Centro de Londres a próxima estação é Leytonstone. Para Woodford é Redbridge. Está na Zona 4 do Travelcard.
A construção da estação começou na década de 1930, mas foi adiada pelo início da Segunda Guerra Mundial. Os túneis incompletos entre Wanstead e Gants Hill a leste, foram usados para a produção de munições pela Plessey entre 1942 e 1945. A estação foi finalmente inaugurada em 14 de dezembro de 1947. O edifício, como as outras duas estações subterrâneas do ramal, foi projetado pelo arquiteto Charles Holden. Manteve sua escada rolante original de madeira até 2003, uma das últimas estações de metrô a fazê-lo.
A estação foi amplamente reformada desde 2006, incluindo a substituição do revestimento original da parede da plataforma, que estava bastante danificado.

## Conexões
A estação é servida pelas linhas de ônibus de Londres 66, 101, 145, 308, W12, W13 e W14, e também pelas linhas noturnas N8 e N55.

## Galeria

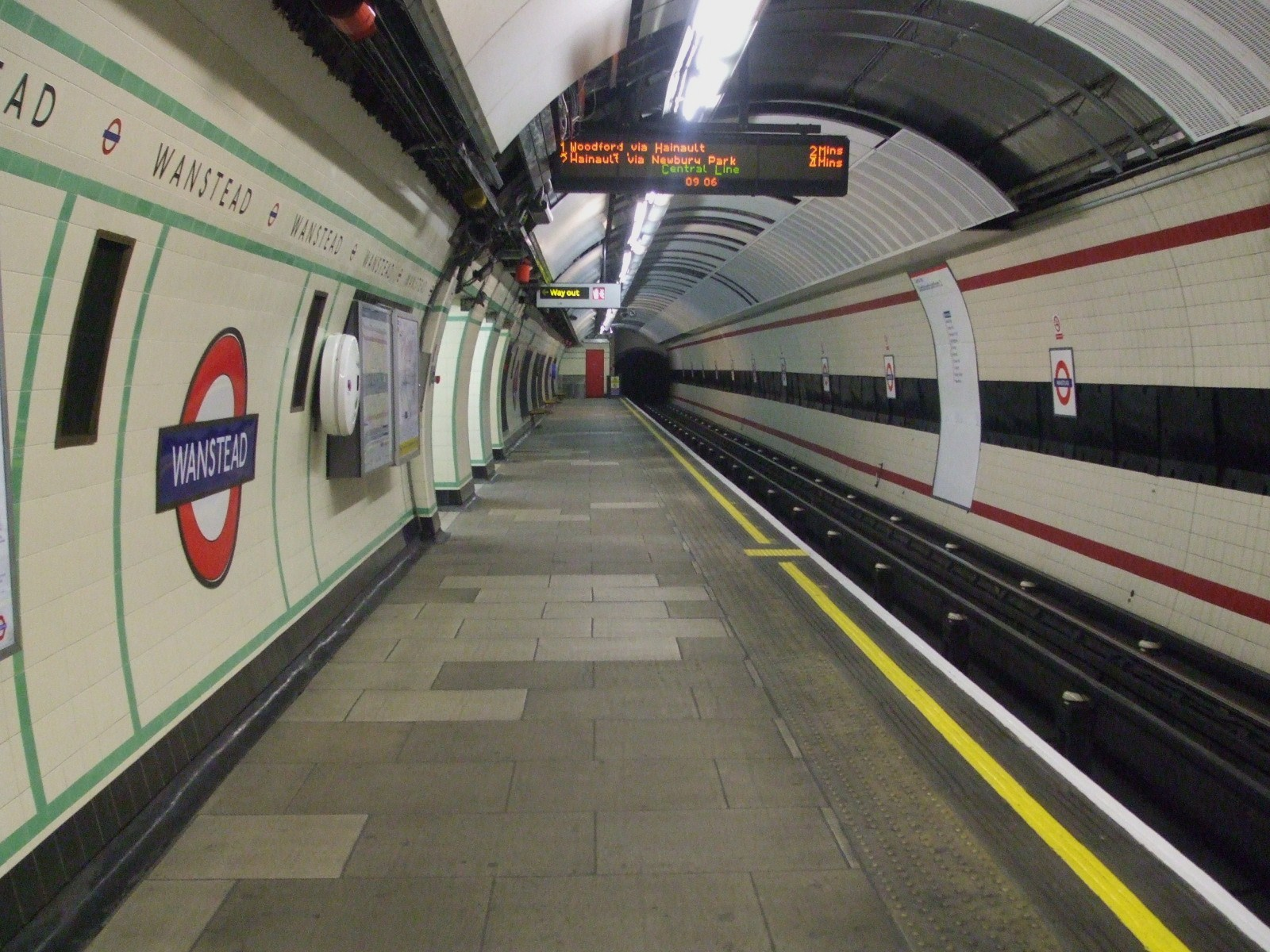
Plataforma sentido leste, mostrando reforma quase completa (foto: ago. 2008)
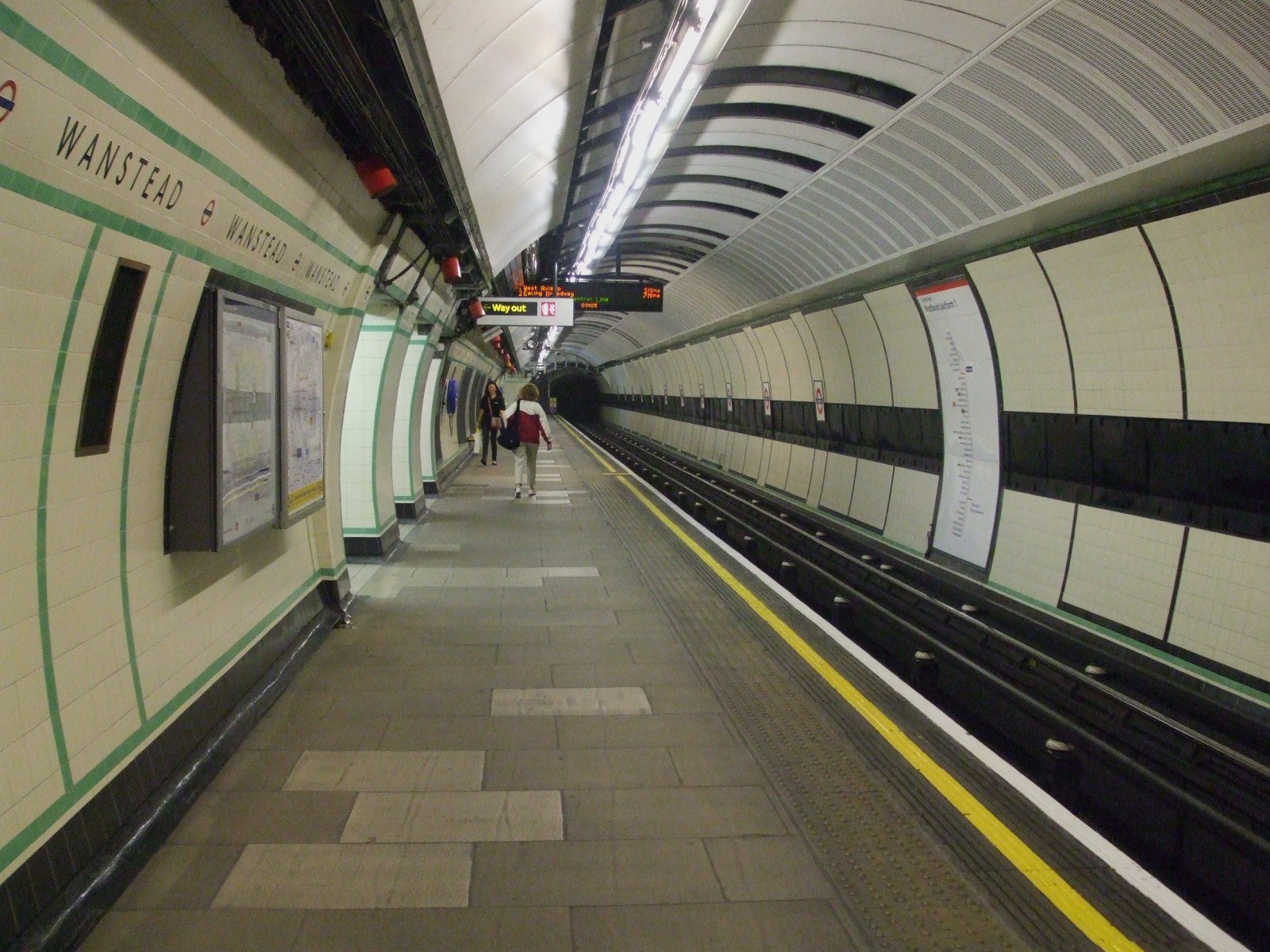
Plataforma sentido oeste, mostrando reforma quase completa (foto: ago. 2008)
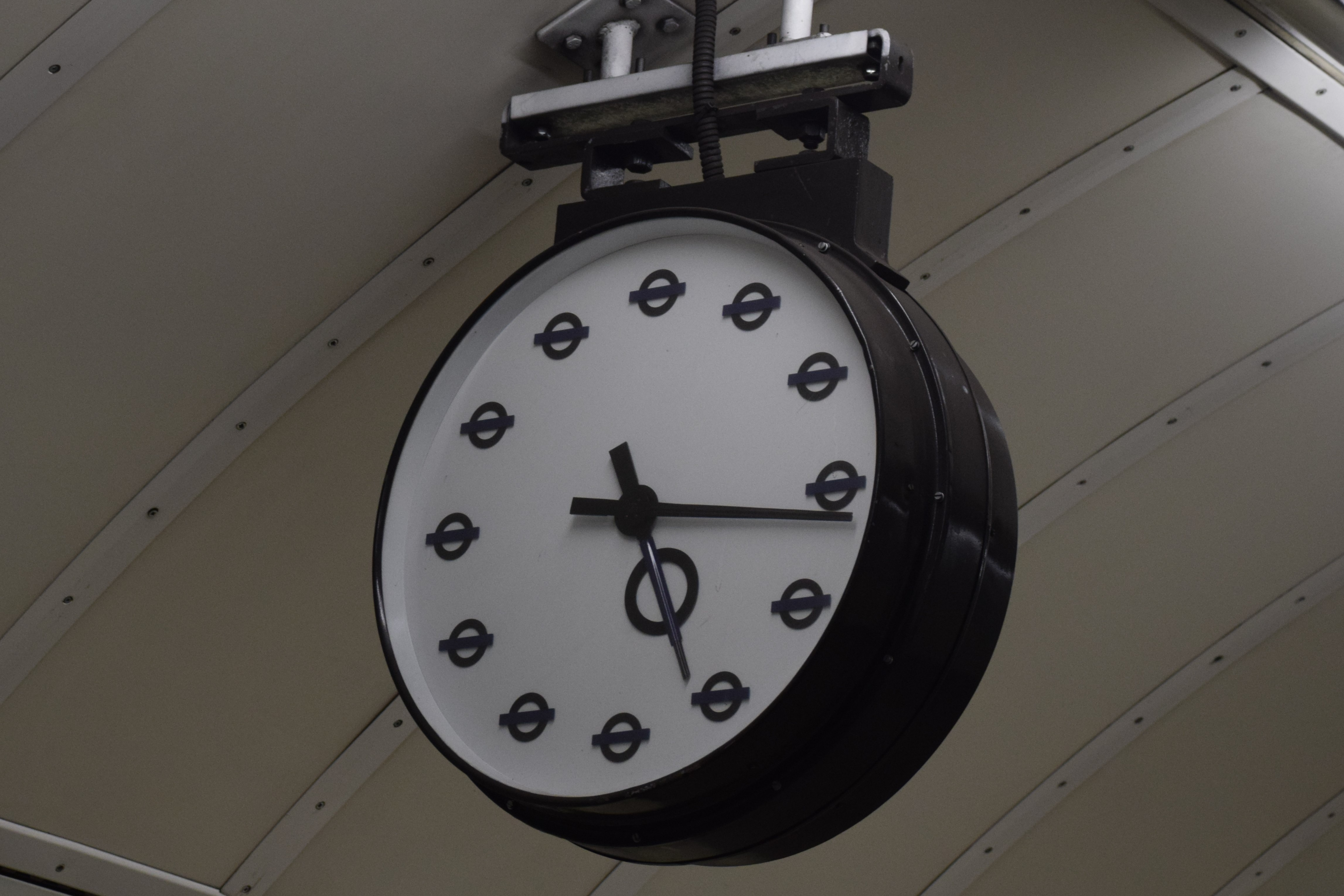
Relógio da plataforma sentido oeste.
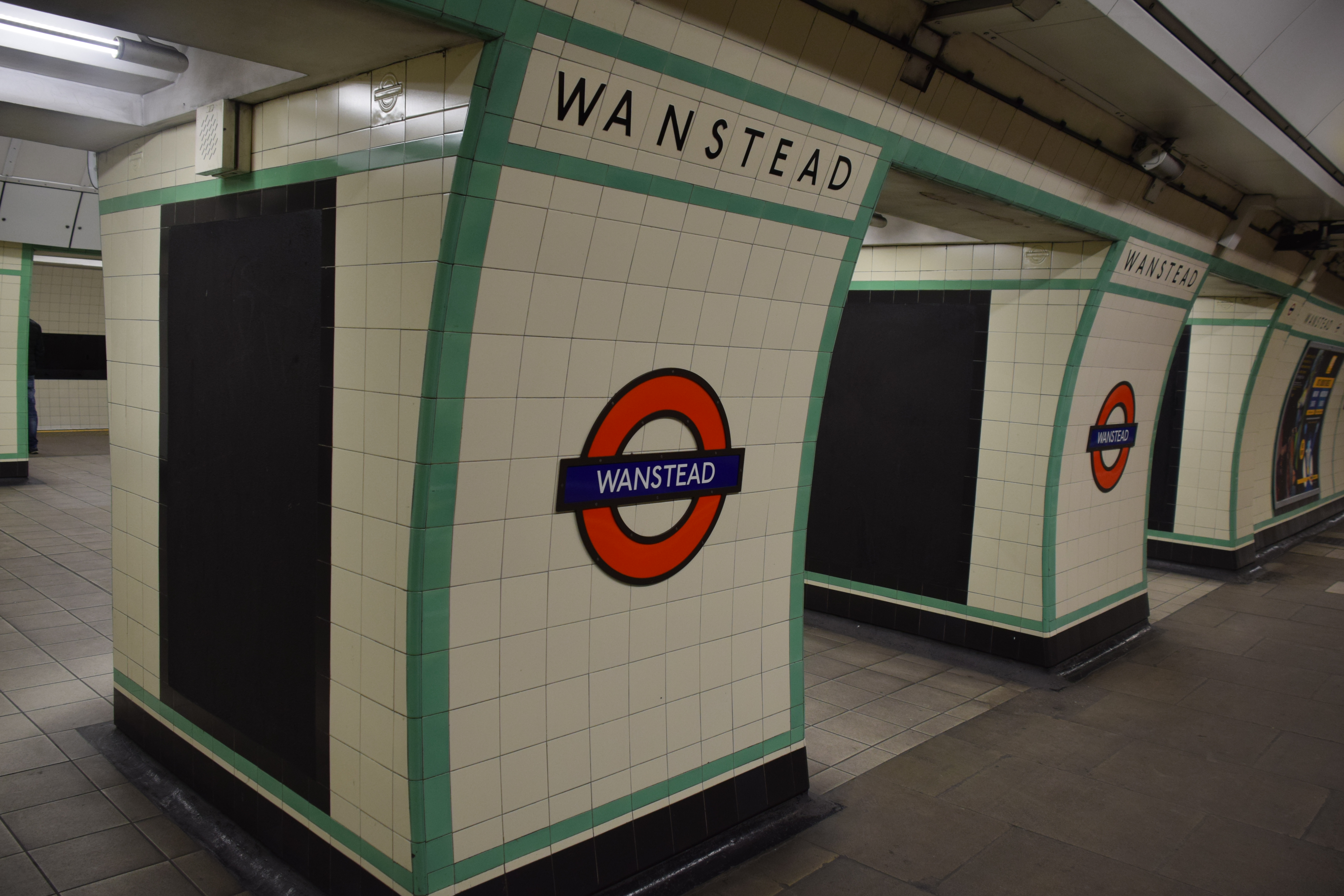
Wanstead.
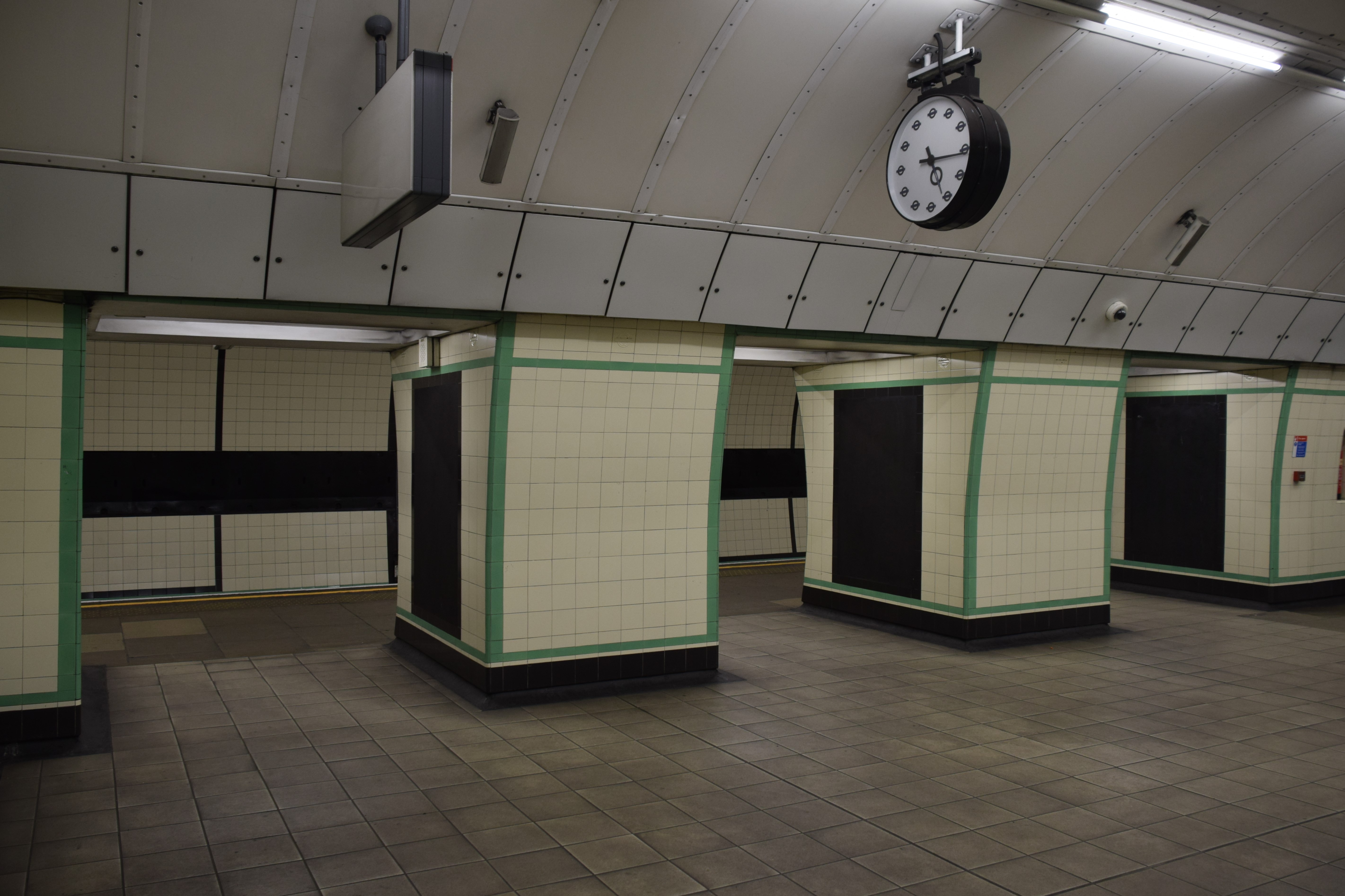
Wanstead.
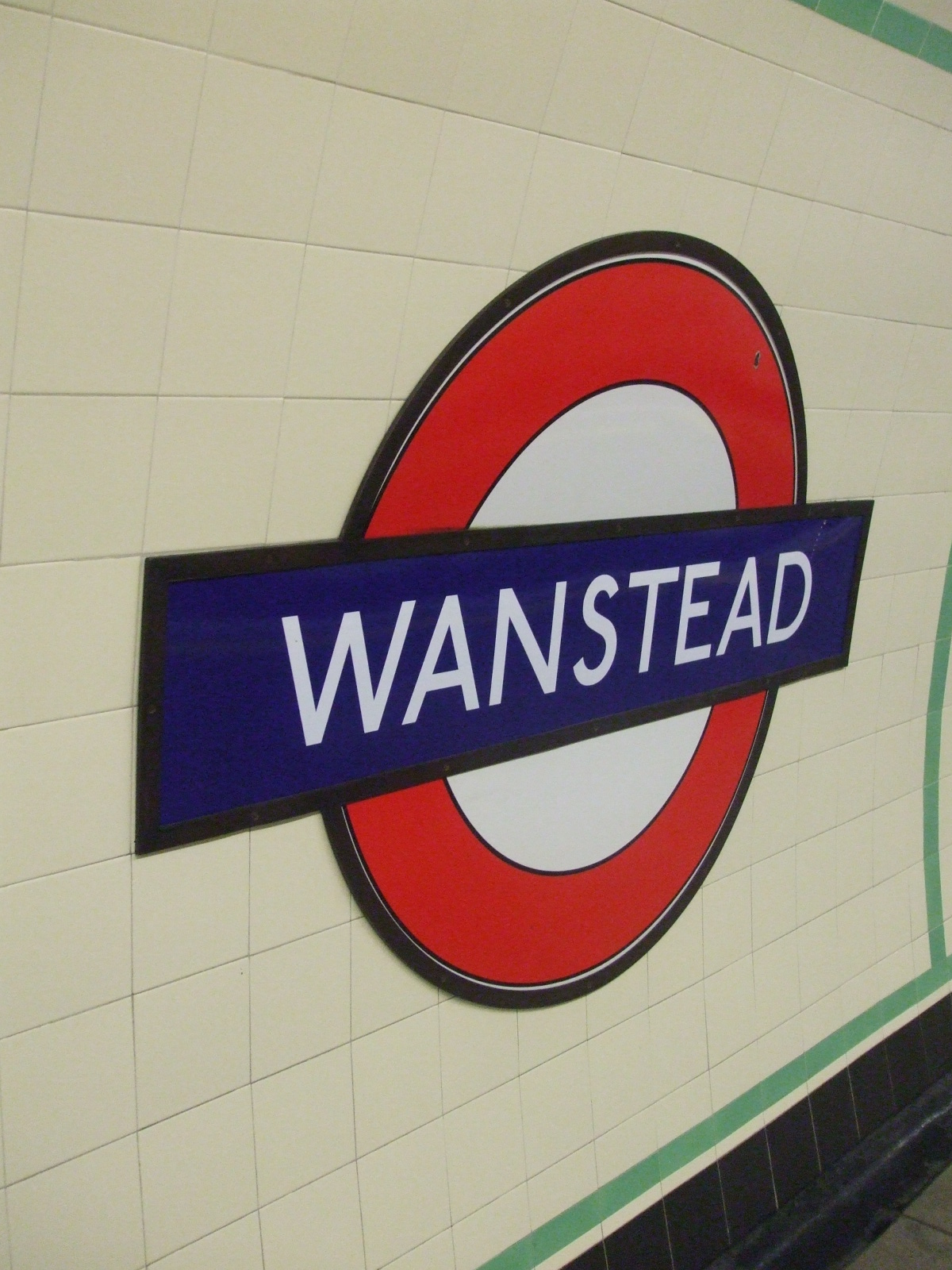
Roundel de plataforma